# استان ادرار (الجزایر)
ادرار (عربی: ولایة أدرار) استانی (ولایتی) در جنوب غربی الجزایر است. نام آن مشابه مرکز استان ادرار است. ادرار دومین استان بزرگ الجزایر با مساحت ۴۲۴٫۹۴۸ کیلومترمربع است، یعنی تقریباً به اندازه ایالت کالیفرنیا در ایالات متحده. در سرشماری نفوس سال ۲۰۰۸، ۴۰۲۱۹۷ نفر جمعیت داشت.
استان ادرار با پنج ولایت دیگر هم‌مرز است: از غرب به تندوف؛ از شمال به بشار و البیض و از شرق به غردایه و تمنراست وصل می‌شود. از جنوب با موریتانی و مالی مرز مشترک دارد.
ادرار از سه منطقه طبیعی و فرهنگی تشکیل شده: Touat (ادرار، زاویه کنته)، Gourara (اوقروت، تیمیمون) و Tidikelt (اولف) و ۲۹۹ قصر.

## جغرافیا
استان ادرار در جنوب غربی الجزایر واقع شده‌است.

## تقسیمات کشوری
این استان شامل ۱۱ ناحیه (دائره) و ۲۸ کمون یا شهرداری (بلدیه) است.
در جدول زیر ناحیه‌های استان ادار و کمون‌های هر منطقه فهرست شده‌است.
| ناحیه          | تعداد شهرداری‌ها | شهرداری‌ها                      | مساحت   | جمعیت  |
| -------------- | --------------- | ------------------------------ | ------- | ------ |
| ادار           | ۳               | ادرار • بوده • اولاد احمد تیمی | ۹۴۲۳    | ۶۴٬۵۴۷ |
| اولف           | ۴               | اقبلی • اولف • تمقتن • تیت     | ۲۳٬۹۳۶  | ۴۰٬۰۳۶ |
| اوقروت         | ۳               | أوقروت • دلدول • مطارفة        | ۱۶٫۳۶۳  | ۲۴۴۰۴  |
| برج باجی مختار | ۲               | برج باجی مختار • تیمیاوین      | ۱۳۲٫۵۷۹ | ۱۳٬۵۲۹ |
| ناحیه شروین    | ۳               | شروین • اولاد عیس • طالمین     | ۱۰٫۰۱۰  | ۲۳٬۶۲۴ |
| ناحیه فنوغیل   | ۳               | فنوغیل • تامنطیت • تامست       | ۲۰٬۹۷۰  | ۲۴٬۵۳۲ |
| رقان           | ۲               | رقان • سالی                    | ۱۴۰٬۹۸۱ | ۲۵٬۴۸۳ |
| تیمیمون        | ۲               | تیمیمون • اولاد سعید           | ۱۰٬۵۸۶  | ۳۶٬۱۳۳ |
| تینرکوک        | ۲               | کسار کدور • تنیرکوک            | ۲۸٬۲۴۴  | ۱۶٬۸۹۳ |
| تسابیت         | ۲               | السبع • تسابیت                 | ۱۹٬۴۴۶  | ۱۳٬۸۲۱ |
| زاویه کنته     | ۲               | زاویه کنته • ان زغمیر          | ۱۵۱۰۰   | ۲۸٬۵۹۳ |

### نواحی
1. ادرار
2. اوقروت
3. اولف
4. برج باجی مختار
5. شروین
6. فنوغیل
7. رقان
8. تسابیت
9. تیمیمون
10. تینرکوک
11. زاویه کنته

### شهرداری‌ها
| شماره | شهرداری‌ها         | جمعیت  |
| ----- | ----------------- | ------ |
| ۰۱    | ادرار             | ۴۳٬۹۰۳ |
| ۰۲    | تامست             | ۶٬۶۵۸  |
| ۰۳    | شروین             | ۸٬۶۷۸  |
| ۰۴    | رقان              | ۱۴٬۱۷۹ |
| ۰۵    | ان زغمیر          | ۱۴٬۰۶۲ |
| ۰۶    | تیت               | ۳٬۱۶۰  |
| ۰۷    | قصر قدور          | ۳٬۵۰۰  |
| ۰۸    | تسابیت            | ۱۱٬۸۳۲ |
| ۰۹    | تیمیمون           | ۲۸٬۵۹۵ |
| ۱۰    | اولاد سعید        | ۷٬۵۳۸  |
| ۱۱    | زاویه کنته        | ۱۴٬۵۳۱ |
| ۱۲    | اولف              | ۱۵٬۲۲۹ |
| ۱۳    | تمقتن             | ۱۴٬۱۳۴ |
| ۱۴    | تامنطیت           | ۷٬۹۱۲  |
| ۱۵    | فنوغیل            | ۹٬۹۶۲  |
| ۱۶    | تینرکوک           | ۱۳٬۳۹۳ |
| ۱۷    | دلدول (ادرار)     | ۷٬۴۶۵  |
| ۱۸    | سالی، ادرار       | ۱۱٬۳۰۴ |
| ۱۹    | اقبلی             | ۷٬۵۱۳  |
| ۲۰    | مطارفة            | ۷٬۰۶۱  |
| ۲۱    | اولاد احمد تیمی   | ۱۱٬۹۷۶ |
| ۲۲    | بوده، الجزایر     | ۸٬۶۶۸  |
| ۲۳    | أوقروت            | ۹٬۸۷۸  |
| ۲۴    | طالمین            | ۹٬۴۶۹  |
| ۲۵    | برج باجی مختار    | ۹٬۳۲۳  |
| ۲۶    | السبع، الجزایر    | ۱٬۹۸۹  |
| ۲۷    | اولاد عیسی، ادرار | ۵٬۴۹۷  |
| ۲۸    | تیمیاوین          | ۴٬۲۰۶  |